# Megha-Tropiques
Megha-Tropiques（メーガ・トロピク）はフランス国立宇宙研究センター(CNES)とインド宇宙研究機関(ISRO)が共同で開発し、2011年に打ち上げた地球観測衛星。熱帯における水蒸気と降雨の動向を専門に観測する。衛星名はその国際協力に相応しくサンスクリット語の雲（मेघ、アルファベット音写Megha）と、フランス語の熱帯（Tropiques）の組み合わせである。

## 概要
Megha-Tropiquesは、グローバルな大気と水の対流モデルや、地球温暖化を研究する上で重要な構成要素となる熱帯地方の水循環を把握することを目的とし、熱帯におけるモンスーンなどの気象予報精度向上にも寄与することが期待されている。インド側とフランス側の間で幾度かの構想の変遷を含む交渉が行われ、2004年11月12日に交わされた覚書により、両者の役割分担が正式決定した。衛星本体はインドのIRS衛星シリーズのプラットフォームを元に製作され、4つの搭載機器のうちMADRASはISROとCNESの共同開発、SAPHIRおよびScaRaBはCNESの提供となった。衛星の寿命は打ち上げ後3年が見込まれた。
2011年10月12日、Megha-TropiquesはPSLVロケットに搭載され、他の3基のマイクロ衛星と共にサティシュ・ダワン宇宙センターより打ち上げられた。赤道を中心とした熱帯の低緯度（0～30度）を観測するため、軌道傾斜角20度、高度867kmの軌道を取っており1日に地球を14周する。管制と観測データの受信はバンガロールのテレメトリー追跡コマンドネットワーク(ISTRAC)にて行われた。

## 観測運用
Megha-Tropiquesはアメリカ航空宇宙局(NASA)と日本の宇宙航空研究開発機構(JAXA)などが進める全球降水観測計画(GPM：Global Precipitation Measurement)に、コンステレーション衛星の一つとして当初から参加が予定されており、2013年1月に搭載観測機器のうちMADRAS放射計が故障により機能を停止したものの、SAPHIRサウンダによる降水量観測は熱帯地方(低緯度)におけるGPMの観測精度向上に貢献した。
当初の計画を延長し10年以上に亘って観測が続けられたが、2022年3月に衛星の姿勢制御に問題が生じてデータ受信が困難となったため同年4月に観測ミッションを終了した。任務を終えた衛星を処分するため残ったスラスタ燃料を使って軌道の引き下げが行われ、2023年3月7日に行われた最後の噴射によってMegha-Tropiquesは太平洋上で大気圏に再突入し消滅した。

## 観測機器
- 大気・降雨マイクロ波分析装置　MADRAS (Microwave Analysis and Detection of Rain and Atmospheric Systems)

雲と降雨の観測を5つの波長（18.7、23.8、36.5、89、157GHz)で行う走査式のマイクロ波放射計（イメージャ）。開口径65cmのパラボラアンテナを回転させることで1分間に25回の円弧スキャンを行い、地表で1700kmの観測幅を持つ。水平解像度は6～40km。
- マイクロ波水蒸気サウンダ　SAPHIR (Sondeur Atmospherique du Profil d'Humidite Intertropicale par Radiometrie)

熱帯における水蒸気分布を観測するミリ波サウンダ。水蒸気吸収波長の一つである183.31GHzを中心とした±12GHzの波長域で6チャンネルの観測を行う。水平解像度は10km。
- 走査型放射収支計　ScaRaB (Scanner for Radiation Budget)

大気上層における放射エネルギー収支を計測するマルチスペクトル放射計。0.5～12.5μmの4チャンネルで観測を行う。観測幅は3300km、水平解像度は40km。CNESが開発したこの装置は、過去にMeteor 3-6（1994年打ち上げ）などロシアの気象衛星に搭載されて観測を行った実績を持つ。
- 電波掩蔽センサー　ROSA (Radio Occultation Sensor for Vertical Profiling of Temperature and Humidity)

GPS衛星の信号を利用したGPS掩蔽法によって、温度と湿度の鉛直分布を計測する装置。開発製造はタレス・アレニア・スペース・イタリア社で、過去にインドの海洋観測衛星Oceansat-2（2009年打ち上げ）などに搭載された実績を持つ。